# 선원제전집도서 (울산광역시 문화재자료 제26호)
선원제전집도서(禪源諸詮集都序)는 울산광역시 동구 등용사에 있는 조선시대의 책이다. 2016년 2월 4일 울산광역시의 문화재자료 제26호로 지정되었다.

## 개요
선원제전집도서는 당나라 때 중국 화엄종(華嚴宗)의 제5조로 활동한 규봉종밀(圭峰 宗密, 780~841)이 교(敎)·선(禪) 사상의 조화와 통일을 밝히며 편찬한『 선원제전집(禪源諸詮集)』의 총서(總序)에 해당하는 부분을 뽑아 정리한 책이며, 약칭으로『 도서(都序)』라고도 부른다. 원래의『 선원제전집』은 예로부터 전해 오는 선(禪)의 어구와 게송(偈頌) 등을 모은 100권이 넘는 문헌이었으나, 완전히 산일(散佚)되어 현재는 전혀 알려지지 않고 있다.
우리나라에서는 조선 중기 이후부터 현재까지 불교강원의 사집과(四集科)에서 이수과목의 한 종류로 채택, 학습되었으므로 상당한 판본들이 조성되어 유통되었다. 현재까지 한문본만도 1493년 화암사판(花岩寺版)을 비롯하여 최소 28종이나 확인된다.
등용사에서 소장하고 있는 선원제전집도서는 1681년에 운흥사(雲興寺)에서 개간(開刊)한 목판본이다. 선장본 형태의 2권 1책 완본으로 크기는 28.0×18.5cm이다.
이 책의 본문은 상·하 2권으로 구성되어 있다. 권두에는 배휴(裵休)가 쓴 <선원제전집도서(禪源諸詮集都序)>가 있으며, 권말에는 간행에 참여한 사람들의 명단인 간역질(刊役秩)과 간기가 있다. 간기를 통해 1681년 4월에 경상도 울산(蔚山) 원적산(圓寂山) 운흥사에서 개간하였음을 알 수 있다. 각 장마다 변란 우측 하단에는 시주자 명단이 수록되어 있어 많은 사람들이 본서의 간행에 도움을 주었음을 알 수 있고, 또한 책의 여러 곳에 소장자를 나타내는 날인, 묵서 등도 있어 다양한 소장자를 거쳐 오늘에 이르고 있음을 알 수 있다. 이 책을 찍은 책판은 운흥사에 37판이 보존되어 있다.

## 참고 자료
- 선원제전집도서 - 국가유산청 국가유산포털